# Natalka Poltavka (ópera)
Natalka Poltavka (en ucraniano: Наталка Полтавка, lit. 'Natalka de Poltava') es una ópera en tres acto en ucraniano del compositor Mikola Lísenko, basada en la obra Natalka Poltavka de Iván Kotliarevski. La obra fue representada por primera vez en 1889. 

## Historia
La versión original de la obra de Kotliarevski de 1819 contenía varias canciones populares ucranianas que se cantaban en diferentes puntos de la obra. La primera adaptación musical conocida de la obra fue realizada por el músico A. Barsitski de Járkov y se publicó en 1833. Simultáneamente, la obra protagonizada por M. Shchepkin como Viborni se estrenó en Moscú en la década de 1830 con música arreglada por el violinista principal y más tarde director de orquesta A. Gurianov. Los arreglos posteriores los hicieron A. Yedlichka, M. Vasiliev y otros.
Lísenko comenzó a trabajar en la ópera en 1864, pero lo dejó de lado por falta de experiencia escribiendo para el escenario de la ópera. Su eventual versión de 1889 eclipsó todas las versiones anteriores de la obra: Lísenko tomó las canciones originales de la obra, que fueron alargadas, y escribió acompañamientos orquestales para las canciones y bailes folclóricos de la obra. Amplió el tapiz musical, produciendo música de fondo en algunas partes. Las canciones se transformaron en arias y se agregaron una obertura y extractos musicales que se mantuvieron fieles al espíritu de la obra de Kotliarevski. Aunque la versión de Lísenko suele clasificarse como una opereta, es más comparable a una ópera cómica, ya que contiene largos tramos de diálogo hablado.
La ópera se representó por primera vez en ruso en el Teatro de Ópera y Ballet de Odesa del 12 al 24 de noviembre de 1889. Los intentos de transformar la obra en una grand ópera con la adición de música de V. Iorish no tuvieron éxito. La Ópera Estatal de Kiev volvió a la versión original de Lísenko.

## Personajes
| Personaje                                  | Tesitura             |
| ------------------------------------------ | -------------------- |
| Vozni Tetervakovski                        | tenor                |
| Horpina Terpilija, viuda                   | soprano-mezzosoprano |
| Natalka, su hija                           | soprano              |
| Petró, el amado                            | tenor                |
| Mikola, pariente lejano de Terpilija       | barítono             |
| Makohonenko, funcionario electo del pueblo | bajo                 |

## Argumento

### Acto I
Natalka espera el regreso de su prometido Petró, que trabaja en el extranjero. El anciano terrateniente Vozni se fija en ella y convence a Viborni para que interceda ante ella en su nombre.

### Acto II
Viborni convence a la madre de Natalka, Terpilija, de que su hija debería casarse con el rico Vozni, en lugar de esperar el incierto regreso de Petró. Las doncellas del pueblo preparan a Natalka para su boda, aunque ella está desesperada.

### Acto III
Petró regresa: Mikola le informa del compromiso de Natalka. Natalka aparece y le dice a Petró que sólo lo ama a él. Terpilija se opone y Petró se compromete a abandonar la aldea si así evita malos sentimientos. Conmovido por este gesto, Vozni cede y todo termina felizmente.

## Uso

### Representaciones en la ópera

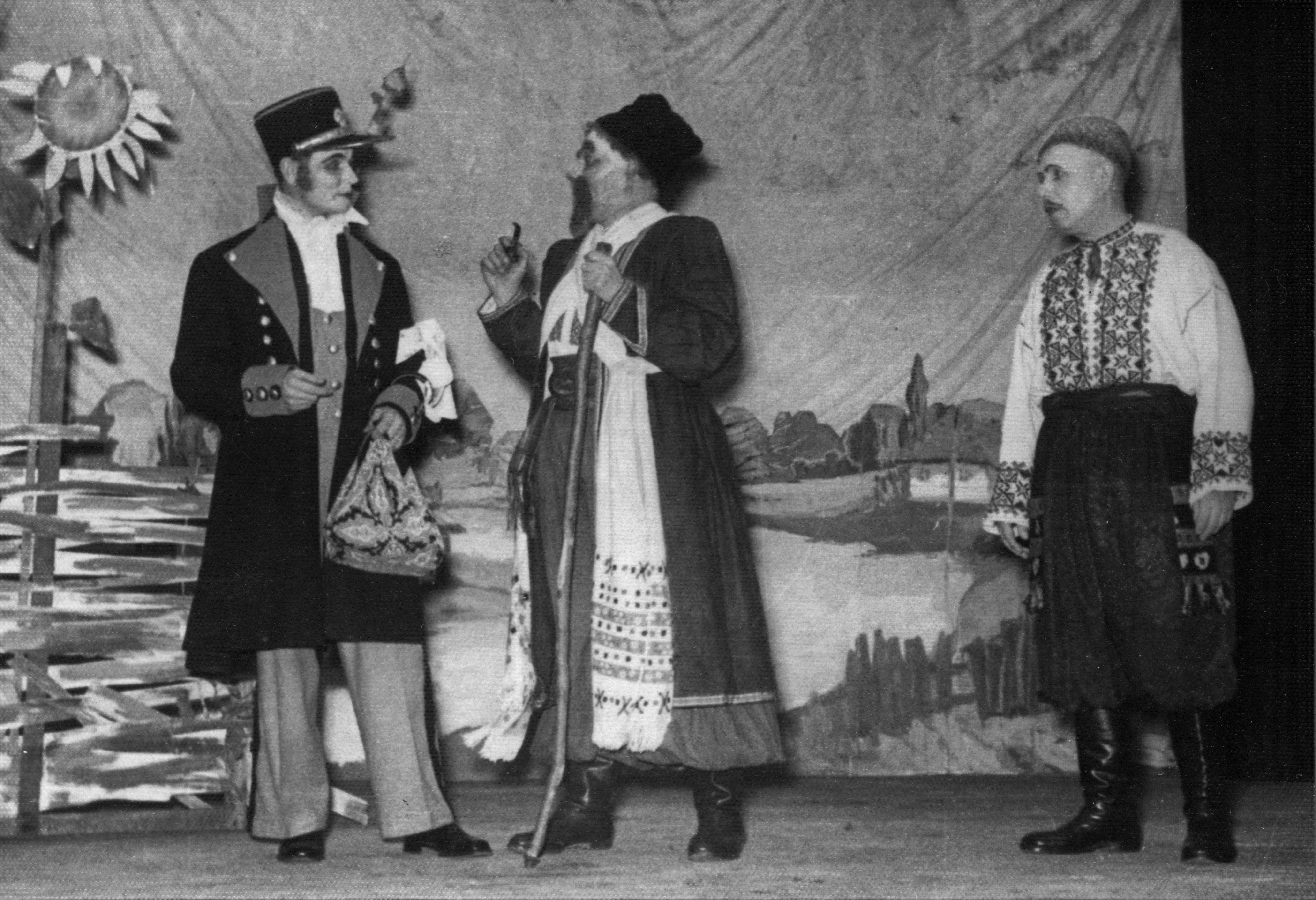
Actuación en Sídney (1951)

Uno de los primeros exponentes del papel de Mikola fue Fiódor Stravinski, padre del compositor Ígor Stravinski.
La ópera ha sido representada por la Ópera Nacional de Ucrania desde 1925 y también por el Estudio de Ópera del Conservatorio de Kiev desde la Segunda Guerra Mundial. Durante este período, las partes han sido interpretadas por destacados cantantes ucranianos, entre ellos Mijáil Shchepkin, Marko Kropivnitski, Panas Saksahanski, Maria Zankovetska, Iván Patorzhinski, M. Litvinenko-Volgemut, M. Donets y O. Petrusenko.
En 2007 se produjo una variante en la ópera de Kiev con la orquesta complementada con instrumentos folclóricos ucranianos. La ópera fue elegida para la reapertura de la ópera de Kiev en noviembre de 2022.

### Adaptación cinematográfica
La ópera de Lísenko se convirtió en una película que se estrenó en Ucrania el 24 de diciembre de 1936, dirigida por Iván Kavaleridze. Esta película fue la primera adaptación de una opereta producida en la antigua Unión Soviética.